# Thea Tsulukiani
Thea Tsulukiani ( en georgiano: თეა წულუკიანი  ; (Tiflis, 21 de enero de 1975) es una jurista y política georgiana, desde octubre de 2012 Ministra de Justicia de Georgia en octubre de 2012. Antes de su nombramiento, se postuló como candidata para los Demócratas Libres (Georgia) y fue elegida miembro del Parlamento por Nazaladevi, un distrito de mandato único de la capital, con el 72% de los votos.
Tsulukiani tiene 10 años de experiencia como abogada en el Tribunal Europeo de Derechos Humanos en Estrasburgo (CEDH), donde al mismo tiempo se desempeñó como miembro del Comité de Normas de Corte. 
Estudió en la Escuela Nacional de Administración de Francia (1998-2000). También tiene un título en derecho internacional y relaciones internacionales y un diploma de la Academia de Diplomacia del Ministerio de Relaciones Exteriores de Georgia. 
Es presidenta de 8 consejos interinstitucionales en el gobierno de Georgia, entre ellos el Consejo de reforma de la justicia penal, el Consejo contra la corrupción, los Consejos contra la droga, la lucha contra la tortura y la trata de personas, así como la Comisión Estatal sobre Asuntos de migración y la Comisión Interinstitucional para Elecciones Libres y Justas. 